# FEBS Journal
Das FEBS Journal, abgekürzt FEBS J., ist eine wissenschaftliche Zeitschrift, die von der Vereinigung europäischer biochemischer Gesellschaften (FEBS) herausgegeben wird. Die Zeitschrift hieß vor 2005 European Journal of Biochemistry, ein Name der zwischen 1967 und 2004 Anwendung fand. Ursprünglich wurde die Zeitschrift als Biochemische Zeitschrift im Jahr 1906 von Carl Neuberg gegründet.
Die Zeitschrift sieht sich der schnellen Publikation von Originalarbeiten aus allen Bereichen der molekularen Lebenswissenschaften verpflichtet. Folgende Bereiche werden von der Zeitschrift abgedeckt:
- Alter und Seneszenz
- Zelldynamik und Biologie der Organellen
- Zelluläre und molekulare Mikrobiologie
- Enzyme und Katalyse
- Epigenetik
- Genexpression, Transkription und Translation
- Immunologie
- Membranen und Membranproteine
- Metabolismus und metabolische Regulation
- Methoden und Techniken (Massenspektrometrie, High throughput)
- Molekulare Evolution
- Molekulare Mechanismen von menschlichen Krankheiten
- Molekulare Medizin
- Molekulare Neurobiologie
- Entwicklungsbiologie
- Signaltransduktion und Signalmechanismen
- Stammzellfunktionen und Geweberegeneration.[2]

Der Impact Factor lag im Jahr 2019 bei 4,392. Nach der Statistik des ISI Web of Knowledge wurde das Journal 2014 in der Kategorie Biochemie und Molekularbiologie an 77. Stelle von 289 Zeitschriften geführt.
Alte Ausgaben des FEBS Journals/European Journal of Biochemistry sind auf der Verlagswebseite verfügbar. Alle Ausgaben, die älter sind als ein Jahr, stehen online zur Verfügung.
Chefredakteur ist Seamus Martin, (Trinity College Dublin, Irland).